# Kriva Bara (Bijeljina)
Pour les articles homonymes, voir Kriva Bara.
Kriva Bara (en serbe cyrillique : Крива Бара) est un village de Bosnie-Herzégovine. Il est situé sur le territoire de la ville de Bijeljina et dans la république serbe de Bosnie. Selon les premiers résultats du recensement bosnien de 2013, il compte 366 habitants.

## Démographie

### Évolution historique de la population dans la localité
| 1948 | 1953 | 1961 | 1971 | 1981 | 1991 | 2013 |
| ---- | ---- | ---- | ---- | ---- | ---- | ---- |
| 266  | 290  | 284  | 295  | 291  | 255  | 366  |

|  |